# ويلي غلدبيرجر
ويلي غلدبيرجر (بالإسبانية: Willy Goldberger؛ بالألمانية: Willy Goldberger) هو مصور سينمائي ومصور ألماني وإسباني، ولد في 1898 في برلين في ألمانيا، وتوفي في 1960.

## وصلات خارجية
- ويلي غلدبيرجر على موقع IMDb (الإنجليزية)
- ويلي غلدبيرجر على موقع ألو سيني (الفرنسية)
- ويلي غلدبيرجر على موقع أول موفي (الإنجليزية)
- ويلي غلدبيرجر على موقع قاعدة بيانات الأفلام السويدية (السويدية)
- ويلي غلدبيرجر على موقع قاعدة بيانات الفيلم (الإنجليزية)
- ويلي غلدبيرجر على موقع كينوبويسك (الروسية)